# Vent (Léman)
Pour les articles homonymes, voir Vent (homonymie).

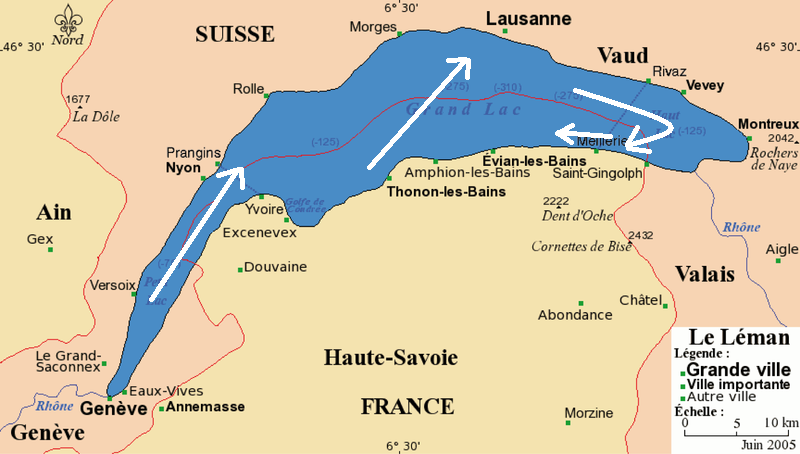
Direction du Vent sur le lac Léman.

Le Vent, en Suisse et France, est un vent du sud-ouest à ouest soufflant sur la région du Léman en toute saison. Il est parfois appelé le Sudois. Une variante estivale de ce phénomène est le Vent blanc.

## Formation
Le Vent souffle quand une dépression passe des îles Britanniques vers le nord de l'Europe alors qu'un anticyclone affecte la Méditerranée, un cas assez courant, ce qui en fait l'un des vents les plus communs dans la région. À cause de la configuration du lac et du relief qui canalisent le flux d'air, il atteint entre 35 et 70 km/h et peut souffler en toute saison,.
Sur le Haut-Lac, à son extrémité est, les sommets des Alpes bloquent sa sortie et le dévie ce qui produit un tourbillon. Les vents tournent alors en sens horaire pour retourner vers l'ouest en direction de l'embouchure du Rhône.

### Vent blanc
Une variante estivale plus faible est nommée le Vent blanc. Celui-ci affecte surtout le Petit-Lac (partie ouest), parfois le Grand-Lac, mais rarement plus loin. Les vents sur le reste du lac sont en fait généralement nuls à sud-est, situation appelée Vaudron. Il se développe généralement en après-midi avec le réchauffement diurne.

## Temps associé
Le Vent se lève quand la dépression passe relativement près au nord de la Suisse. Amenant un apport d'air doux et humide de la Méditerranée, le Vent est donc associé à du temps pluvieux sur Genève et le Jura,. En été, au passage du front froid de la dépression, il sera accompagné d'orages et de fortes rafales. En hiver, il est plus associé à de la pluie ou de la neige soutenues avec des rafales pouvant dépasser les 100 km/h.
La variante du Vent blanc se produit quand la Suisse se trouve plus près de l'anticyclone méditerranéen. Il est lié à un réchauffement estival local plus marqué autour du Petit-Lac que sur le reste de la région et du temps ensoleillé. Il cause de petites vagues et fait bouger les feuilles.